# 847
Cette page concerne l'année 847  du calendrier julien. Pour l'année 847 av. J.-C., voir 847 av. J.-C.
L'année 847 est une année commune qui commence un samedi.

## Événements

### Asie
- 13 novembre[1] : le prêtre japonais Ennin rentre de Chine après neuf ans d'absence, apportant au Japon de nombreux textes et objet de culte bouddhiques[2]. Un marchand chinois des Tang l'accompagne avec une suite de quarante-deux personnes[3].

### Proche-Orient
- 10 août : début du règne de Jafar al-Mutawakkil, calife abbasside à la mort de son frère Al-Wāt̠iq (fin en 861)[4]. Il veut gouverner sans vizir, ce qui favorise les officiers turcs.

### Europe
- 25 janvier[5] : Louis II d'Italie rassemble ses troupes, composées de Francs, de Bourguignons et de Provençaux à Pavie pour intervenir dans le sud de l'Italie. L’expédition ne parvient pas à reprendre Bari aux sarrasins menés par le chef berbère Khalfun[6]. Les duchés lombards de Salerne (847-1076) et de Bénévent (589-1047) restent indépendants.
- 28 février[7] : assemblée de Meerssen, près de Maastricht, entre les fils de Louis le Pieux, qui se promettent un secours mutuel et jettent les bases d'une confédération[8].
- 30 mars : les Vikings pillent l'abbaye de Saint-Philbert-de-Grand-Lieu[9].
- 10 avril : début du pontificat de Léon IV (fin en 855)[10].
- 26 juin : Rabanus Maurus devient archevêque de Mayence[11].
- Automne : le chef berbère Khalfun s'empare de Bari (après le  10 août) où il fonde un émirat qui dure jusqu'en 871[12].
- 12 octobre : Pribina est confirmé par Louis le Germanique comme duc de la Marche pannonienne, vassal de l'empire franc (fin en 862)[13].

- Adalbert est mentionné comme duc et marquis de Toscane[14].
- Les Vikings pillent l'église du Mont Saint-Michel et l'abbaye de l'Isle-Dieu. Nominoë, souverain de Bretagne, traite avec les Vikings, installés sur les bords de la Loire, après avoir concédé trois défaites. Il est obligé de payer un tribut pour obtenir leur départ[15].
- Les Vikings pillent les côtes du royaume d'Aquitaine et assiègent Bordeaux.